# رائول باره
رائول باره (فرانسوی: Raoul Barré‎؛ ‏ ۲۹ ژانویهٔ ۱۸۷۴ – ۲۱ مهٔ ۱۹۳۲) کاریکاتوریست، نقاش، تصویرگر، و پویانمای فیلم‌های صامت اهل کانادا بود. او به یک نقاش امپرسیونیست بود که با ضربات رنگ مرئی و بریده‌بریده، فضا و نور را تداعی می‌کند و نقاشی‌هایش امروزه در موزه ملی هنرهای زیبای کبک قرار دارد.
او دانش‌آموختهٔ رشتهٔ هنر در آکادمی ژولیان پاریس بود و پس از اتمام تحصیل، چندین سال در فرانسه ماند و به‌عنوان یک کاریکاتوریست سیاسی به فعالیت پرداخت. وی یکی از منتقدان جدی محاکمهٔ غیرمنصفانهٔ آلفرد دریفوس بود.
وی پس از بازگشت به زادگاهش، نخستین داستان مصور فرانسوی-کانادایی را خلق کرد.
از فیلم‌ها یا مجموعه‌های تلویزیونی که وی در آن‌ها نقش داشته است می‌توان به گربه ملوس اشاره نمود.